# ラーフ・アーハン・スタジアム
ラーフ・アーハン・スタジアム(ペルシア語: استاديوم راه آهن、英: Rah Ahan Stadium)は、イランの首都テヘランにある多目的スタジアムである。

## 概要
1973年に設立された。収容人数は15,000人。主にサッカーの試合に用いられ、イランサッカーリーグに所属するラーフ・アーハンFCがホームスタジアムとして使用している。1975年まではペルセポリスFCもホームスタジアムとして使用していた。
2012年、AFC U-16選手権2012の会場として使用される。

## 交通アクセス
メヘラーバード国際空港よりタクシーで約2-3分。